# Jin Nong

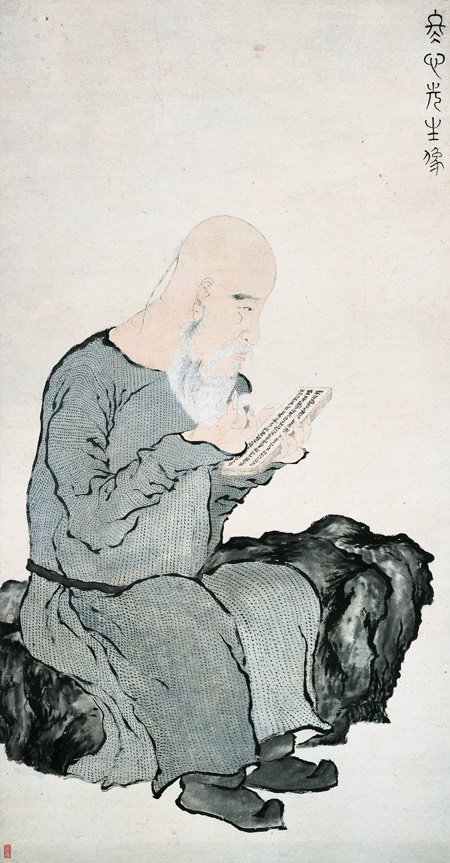
Retrat de Jin Nong per al seu protegit Luo Ping, al voltant de 1762 o de 1763 (possiblement poc després de la mort de Jin), retratant Jin com un luohan, o sant budista

Jin Nong (en xinès tradicional: 金農; en xinès simplificat: 金农; en pinyin: Jīn Nóng) va ser un pintor xinès que va viure durant la dinastia Qing. Nascut el 1687 a Hangzhou, es va fer popular com a pintor i cal·lígraf mentre vivia com un vidu sense fills a Yangzhou als seixanta i escaig anys. Les seves pintures de flors mei tenien una demanda particular. Aclamat com un dels Vuit excèntrics de Yangzhou, Jin es va dictar per l'estil d'erudit aficionat.
Era un inconformista; en general, va fer pintures tradicionals carregades de simbolisme (per exemple, sobre orquídies, bambú, crisantems i flors de mei) i va conservar la seva independència mitjançant la venda d'obres en un mercat obert, en lloc d'adoptar un patró individual.